# 大黑河橋之戰
大黑河橋之戰（英語：Battle of Big Black River Bridge）於1863年5月17日發生，屬南北戰爭維克斯堡戰役的一部分。5月16日，在尤利西斯·格蘭特少將指揮下，聯邦軍在冠軍山之戰中擊敗由約翰·C·彭伯頓中將率領的聯盟軍。彭伯頓隨後在大黑河渡口佈防，並挑選了約翰·S·鮑文和約翰·C·沃恩兩位準將的部隊作殿後，來為軍隊爭取更多撤退時間。約翰·亞歷山大·麥克勒南少將指揮的聯邦軍追擊聯盟軍，並遇到了鮑文和沃恩的後衛部隊。聯邦軍衝鋒陷陣，迅速撕破聯盟防禦陣地，聯盟軍在撤退和過河時徹底潰敗。
戰後，許多聯盟軍士兵被俘，聯盟軍的18門火炮也被聯邦軍繳獲。聯盟軍撤退時燒毀了橋樑和用作臨時橋樑的蒸汽船，而那些成功逃離聯邦軍追捕的士兵則加入維克斯堡的防禦工事。5月18日，聯邦軍開始圍攻維克斯堡。

## 背景

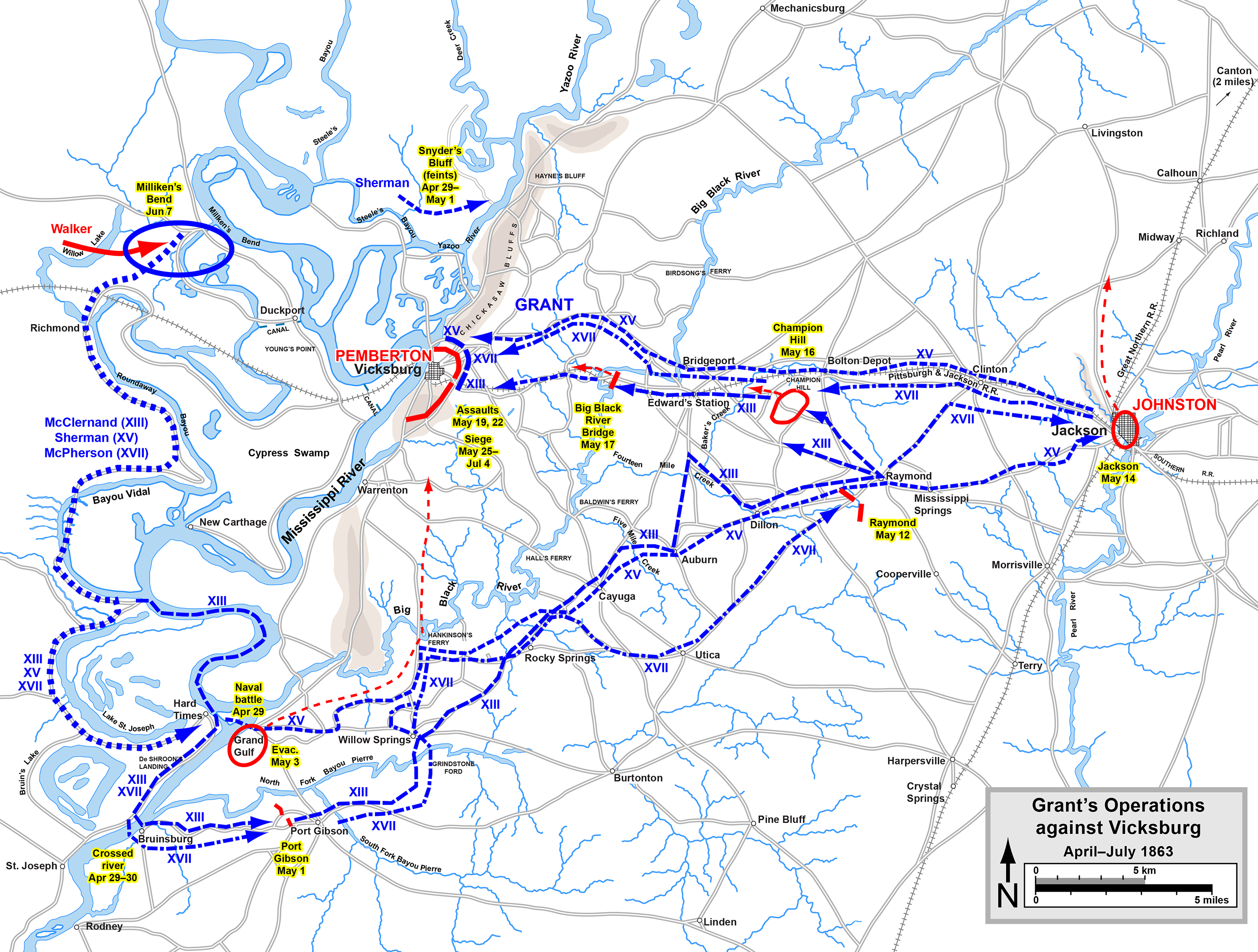
格蘭特針對維克斯堡的行動

1863年3月，聯邦陸軍尤利西斯·格蘭特少將計劃進攻戰略重鎮——密西西比州維克斯堡。格蘭特擬定了三條進攻路線，分別是從北部、南部或密西西比河對岸攻入。跨河攻擊可能會造成大量士兵傷亡，而把部隊集中在田納西州孟菲斯一帶再從北部發動攻擊則可能會被誤解為撤退，更會在政治層面上產生負面影響。多番思量後，格蘭特決定從南部進攻維克斯堡。4月29日，聯邦海軍炮轟聯盟軍設於大海灣的防禦工事，逼使對方投降，但未能奏效。於是，約翰·亞歷山大·麥克勒南少將率領步兵於距離大海灣更遠的河流下游登陸，威脅聯盟軍撤退路線，藉此逼使他們撤出大海灣防禦工事。
5月1日，曾在大海灣指揮的聯盟軍約翰·S·鮑文准將率兵參與吉布森港之戰，並試圖發動阻擊戰。當日，人數嚴重不足的聯盟軍大部分時間都在堅守陣地，最終聯邦軍擊退聯盟軍右翼，鮑文也在此時決定撤退。5月16日，冠軍山之戰打響。聯盟軍約翰·C·彭伯頓中將集結他手上大部分軍力，試圖阻止格蘭特的軍隊到達維克斯堡。雖然鮑文師的反攻出現可能會改變戰局的態勢，但聯邦軍仍成功迫使聯盟軍大部分防線後退。最終，聯邦軍增援部隊趕到，迫使鮑文撤退，而聯邦軍也控制了戰場。

## 戰鬥

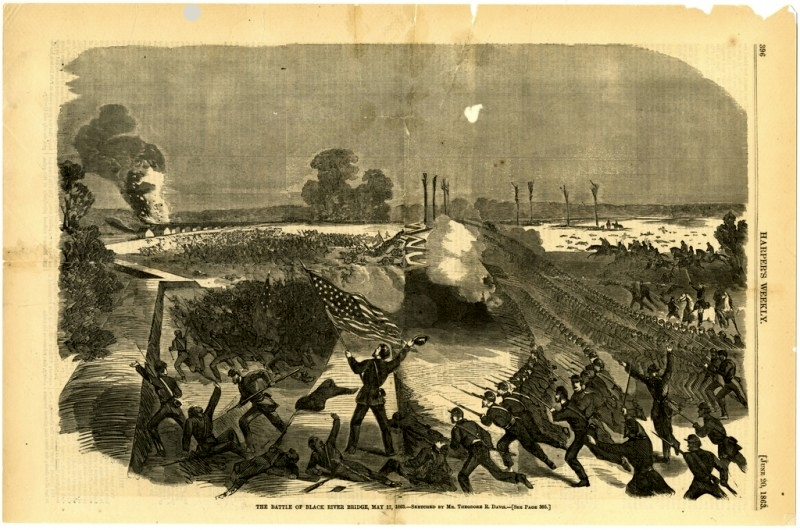
大黑河橋之戰，刊登於1863年6月20日的《哈珀周刊》內

5月16日晚上，聯盟軍在冠軍山吃敗仗，彭伯頓隨後在大黑河渡口佈陣，為軍隊爭取更多撤退時間。對於誰來殿后，彭伯頓挑選了鮑文師的密蘇里部隊，以及約翰·C·沃恩準將的田納西旅和密西西比第4步兵團。這支部隊合共約有五千人聯盟軍左翼防線由鮑文師准將馬丁·E·格林率領的旅負責，沃恩旅坐鎮中央。鮑文另一個旅由法蘭西斯·科克雷爾上校指揮，位於防線右側，第4步兵團則介乎科克雷爾和沃恩之間。沃恩旅由缺乏經驗的新兵組成，相比之下，鮑文師在冠軍山上經歷過慘烈的戰鬥。另外，聯盟軍亦得到韋德密蘇里炮兵連、蘭迪斯密蘇里炮兵連、吉博爾密蘇里炮兵連支援。聯盟陣地被鐵路貫穿，鄰近的大黑河也有兩種過河方法，一是經鐵路橋，一是利用橫穿河流的蒸汽船所製成的臨時橋樑。
5月17日上午，麥克勒南的第13軍往大黑河聯盟軍陣地推進。尤金·阿薩·卡爾準將率領師充當先頭部隊，與聯盟軍對峙；邁克爾·凱利·勞勒準將的旅則組成聯邦軍右翼。卡爾很快便獲得準將彼得·約瑟·奧斯特豪斯帶兵支援。雙方發炮，奧斯特豪斯腿部被炮彈碎片擦傷。經過一番準備，勞勒旅衝鋒陷陣，迅速突破聯盟防線。沃恩旅被推離前線，使防線出現缺口，同時迫使格林旅撤退。勞勒旅的衝鋒只持續了三分鐘。科克雷爾旅在混亂中變成一盤散沙，聯盟軍士兵甚至扔下步槍，朝橋樑跑去務求迅速過河，不少士兵也試圖游泳過河但遭淹死，倖存者把這次撤退總結為「落後者吃虧很常見」。作為聯盟軍的殿後部隊，第1及第4聯合步兵團是少數仍然秩序良好的部隊。聯盟軍撤退途中因戰術失誤而損失許多火炮，三支炮兵連亦因為部分馬匹已被安置在大黑河的另一邊，而無法拖走它們。在大黑河一役，聯盟軍共損失18門火炮。聯盟軍撤離時燒毀了橋樑和用作臨時橋樑的蒸汽船，有效切斷了聯邦軍的追擊，而那些成功逃離聯邦軍追捕的士兵則逃至維克斯堡防線。
第49印第安納步兵團的威廉·韋斯利·肯德爾中士（William Wesley Kendall）曾率領步兵連參與聯邦軍主衝鋒，因而獲授榮譽勳章。他也是首批進入聯盟軍防禦陣地的聯邦軍士兵。

## 影響

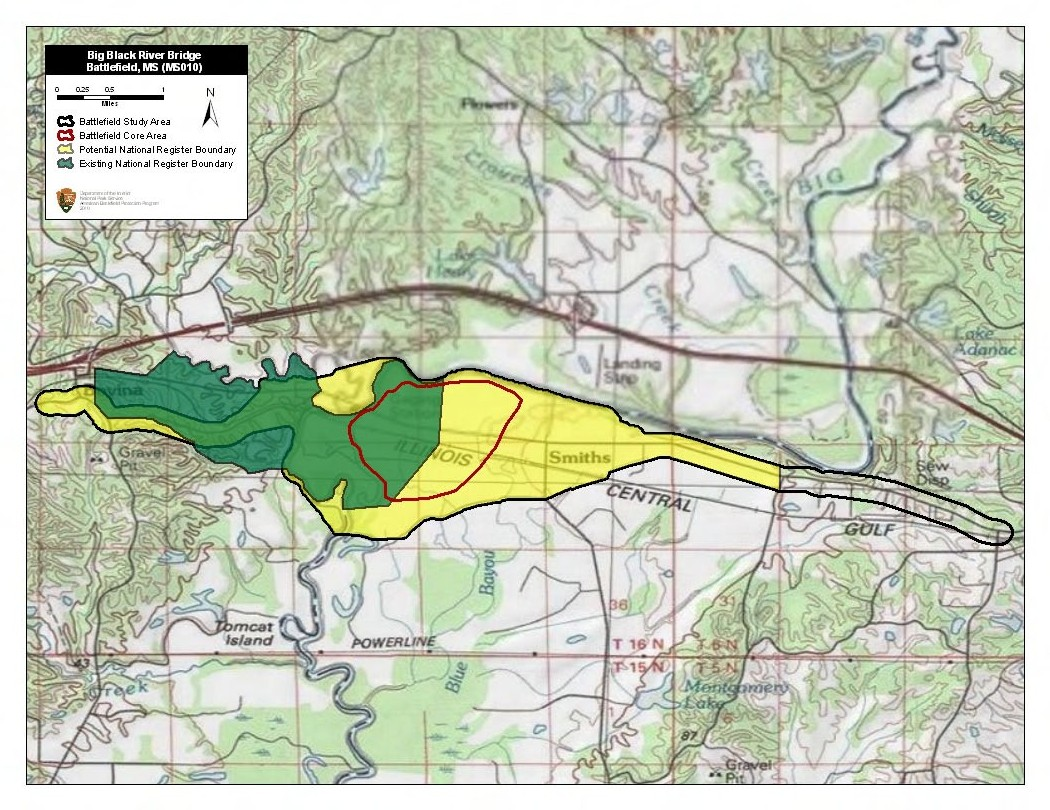
美國戰場保護計劃的大黑河橋戰場核心和研究區地圖

在這場戰事中，聯盟軍損失1,751人，當中近1,700人屬於囚犯，聯邦軍則損失273或276人。此戰過後，格蘭特的部隊在三個地點架起臨時橋樑越河，並於5月18日開始圍攻維克斯堡。格蘭特在同月22日更試圖對維克斯堡防禦工事發起猛攻，但被擊退。聯邦軍也嘗試在6月25日及7月1日於敵方防線下引爆地雷，同樣無功而還。然而，維克斯堡幾近斷糧，加上增援遙遙無期，彭伯頓最終在7月4日率領殘部投降。

## 保存
雙方交戰之地於1971年被列入《國家史蹟名錄》，並命名為大黑河戰場。截至2020年，部分在戰鬥期間已存在的鐵路橋橋墩仍豎立在大黑河的渡口。另一方面，戰場所在地是私人土地，遊客可經一條沿著河岸延伸的小徑遊覽遺址，遺址附近也設立了歷史標記。美國戰場信託已收購並保存了11公頃（28英畝）戰場遺址。

## 註解
1. 1 2  美國戰場信託（英语：American Battlefield Trust）估計只有約兩千人[2]。

## 延伸閱讀
- Bearss, Edwin C. . Dayton, OH: Morningside House. 1986. ISBN 0-89029-313-9 （英语）.
- Fullenkamp, Leonard; Bowman, Stephen; Luvaas, Jay. . Lawrence, KS: University Press of Kansas. 1998. ISBN 0-7006-0922-9 （英语）.
- Winschel, Terrence J. . Campbell, CA: Savas Publishing Company. 1999. ISBN 1-882810-31-7 （英语）.
- Woodworth, Steven E. (编). . Lawrence, KS: University Press of Kansas. 2001. ISBN 0-7006-1127-4 （英语）.

## 外部連結
- （英文）美國國家公園管理局：大黑河橋之戰 （页面存档备份，存于）
- （英文）《西點地圖集》有關格蘭特從傑克遜進軍維克斯堡的路線 （页面存档备份，存于）

32°20′50″N 90°42′15″W / 32.3471°N 90.7043°W